# Endophragmiella suttonii
Endophragmiella suttonii är en svampart som beskrevs av P.M. Kirk 1981. Endophragmiella suttonii ingår i släktet Endophragmiella och familjen Helminthosphaeriaceae.   Inga underarter finns listade i Catalogue of Life.